# Juan Yagüe
Juan Yagüe Blanco (San Leonardo de Yagüe, 9 de noviembre de 1891-Burgos, 21 de octubre de 1952) fue un militar español, conocido por pertenecer al grupo de los llamados africanistas. Formó parte del cuerpo de la Legión durante la guerra del Rif y durante la sublevación de Asturias en 1934 tuvo el mando de las tropas africanas que fueron enviadas para reprimir a los obreros sublevados. Militante convencido de la Falange Española y amigo de José Antonio Primo de Rivera, jugó un importante papel durante el golpe de Estado de julio de 1936 y posteriormente durante la guerra civil española, primero al mando de la columna que ocupó Extremadura y también como comandante del Cuerpo de Ejército Marroquí durante la batalla del Ebro. También ha sido considerado responsable de la masacre de Badajoz, perpetrada tras la toma de la ciudad por las tropas bajo su mando, por lo que recibió el apelativo popular de el Carnicero de Badajoz.
Tras la guerra fue nombrado ministro del Aire por Franco y posteriormente capitán general de la VI Región Militar, en Burgos. Durante los años de la Segunda Guerra Mundial llegó a mantener contacto y afinidad con Hermann Göring, jerarca de la Alemania nazi.

## Biografía

### Formación y carrera militar
Nacido en la localidad soriana de San Leonardo el 9 de noviembre de 1891. Era hijo de Juan Yagüe Rodrigo, médico oriundo de Ucero (Soria), y de Maximiana Blanco Salas, natural de la localidad burgalesa de Salas de los Infantes.
En agosto de 1907 ingresó en la Academia de Infantería de Toledo mientras era director de la misma el coronel Juan San Pedro y Cea. Coincidió en la misma promoción que los generales Francisco Franco y Emilio Esteban Infantes. En 1912 es ascendido a primer teniente después de cuatro años de destino en Burgos, y hasta marzo de 1914 no pasa a prestar sus servicios en el Regimiento de Infantería "Saboya" n.º 6, de guarnición en Tetuán.
Algún tiempo después Yagüe marchó a África, donde combatió en la guerra del Rif dentro de las fuerzas de la Legión. Fue allí donde se ganó la fama de oficial "africanista", al igual que otros mandos como Varela, Millán-Astray, Sanjurjo, Goded o Franco.
Se afilió a Falange Española después de la proclamación de la Segunda República. De hecho, nunca mostró demasiadas simpatías por el nuevo régimen, al considerar que la República había frustrado su carrera militar. En octubre de 1934 fue enviado a Asturias al mando de las tropas africanas con la misión de reprimir a los obreros y mineros asturianos que se habían rebelado. En principio, este puesto lo ocupaba el teniente coronel López Bravo, pero el jefe del Estado Mayor, Francisco Franco, lo sustituyó cuando expresó alguna duda acerca de que las tropas fueran a disparar contra la población civil. Una vez desplegado en Asturias, Yagüe destacó por el empleo de una extraordinaria violencia en la represión de los obreros insurrectos. Cuando el general Eduardo López Ochoa alcanzó un acuerdo con los obreros, Yagüe se indignó y mantuvo una encendida discusión con López Ochoa, llegando a acusarlo de ser cómplice de los rebeldes.
Yagüe, amigo de José Antonio Primo de Rivera, era militante de Falange y su actuación política siempre fluctuó entre dicha ideología y la fidelidad a Franco. En momentos delicados como el de la unificación de Falange con los carlistas de 1937, que generó algunos conflictos, siempre optó por el segundo.

### Conspiración militar
Después de las elecciones de febrero de 1936, Yagüe pasó a integrar la conspiración militar para derribar al Gobierno del Frente Popular. Por aquel entonces era el comandante de una de las banderas de la Legión, ostentando el rango de teniente coronel y destinado en Ceuta.
A mediados de julio, en el transcurso de unas maniobras militares del Ejército de África en Llano Amarillo, durante el banquete posterior al desfile Yagüe celebró un encuentro con otros oficiales implicados en la trama golpista. Durante la reunión se oyó en repetidas veces «¡CAFÉ!», que en realidad quería decir «¡Camaradas, Arriba Falange Española!». Yagüe estaba a cargo de la sublevación militar en Ceuta. A las 23:00 del 17 de julio, después de que la sublevación hubiera comenzado en Melilla de forma inesperada, se hizo con el control de Ceuta de forma rápida y fácil, sin siquiera haber disparado un solo tiro. Una vez que la rebelión había triunfado en todo el Marruecos español, el descabezamiento de los mandos de la Legión dejó a Juan Yagüe como comandante en jefe de la unidad. Fue el comienzo de la guerra civil española.

## Guerra civil española

### Campaña de Extremadura
A principios de agosto de 1936 ya había atravesado el estrecho de Gibraltar y se encontraba en la Península. En Sevilla los sublevados organizaron una Columna, al frente de la cual fue puesto Yagüe, formada principalmente con efectivos del Ejército de África. Inmediatamente se puso en marcha, avanzando hacia el norte con el objetivo de llegar a Madrid. La violencia de los legionarios y las tropas marroquíes de Yagüe pronto crearon el terror en Extremadura, provocando la huida de miles de refugiados. En Almendralejo, por ejemplo, murieron alrededor de mil civiles. El 10 de agosto Yagüe alcanzó Mérida, después de haber avanzado unos trescientos kilómetros en menos de siete días. Esto constituyó una gran victoria, ya que supuso la unión de las fuerzas sublevadas en el sur con las fuerzas de Emilio Mola en el norte. Pero la ciudad de Badajoz había quedado aislada en la retaguardia de los sublevados y seguía resistiendo.
Yagüe y tres mil soldados de su columna se dirigieron a la capital pacense, donde resistían otros tres mil efectivos republicanos, muchos de ellos milicianos. La batalla de Badajoz fue de las más cruentas de la campaña. El 14 de agosto de 1936 se produjo el asalto de la Legión contra las murallas de la ciudad, que inicialmente fue rechazado por las ametralladoras republicanas, causando muchas bajas entre las fuerzas asaltantes; un segundo asalto logró entrar en la ciudad. La batalla se alargó hasta que anocheció, y tras lo cual las fuerzas del Ejército de África desencadenaron una sangrienta represión. Algunas fuentes hablan de dos mil y cuatro mil civiles ejecutados. La magnitud de la matanza se trasluce, en mayores proporciones, en la respuesta que Yagüe le dio al periodista John T. Whitaker, del New York Herald Tribune, cuando éste le interrogó sobre lo sucedido:

Por supuesto que los matamos. ¿Qué esperaba usted? ¿Que iba a llevar cuatro mil prisioneros rojos conmigo, teniendo mi columna que avanzar contra reloj? ¿O iba a soltarlos en la retaguardia y dejar que Badajoz fuera roja otra vez?

El portugués Mário Neves fue otro de los pocos periodistas que habló con el militar, quien reconoció los fusilamientos que estaban ocurriendo. El historiador Hugh Thomas señala que Yagüe no hizo nada por evitar las ejecuciones. La luego denominada matanza de Badajoz provocó un escándalo internacional y supuso que Yagüe acabara siendo conocido como el Carnicero de Badajoz.

### La marcha hacia Madrid
Ascendido a coronel, Yagüe continuó el avance hacia Madrid, a lo largo del río Tajo. El 2 de septiembre sus fuerzas llegaron a las afueras de Talavera de la Reina y al día siguiente tomaron al asalto la ciudad, logrando una importante victoria. Nuevamente, sus fuerzas volvieron a perpetrar otra masacre sobre la población civil. El avance hacia la capital continuó, pero se ralentizó mucho en comparación con las semanas anteriores por el significativo aumento de la resistencia republicana. Las bajas también se incrementaron. El 21 de septiembre el Ejército de África conquistó la población de Maqueda, donde la carretera se dividía en dos: una continuaba hacia Madrid y la otra se desviaba hacia Toledo, donde resistía un grupo de fuerzas sublevadas al mando del coronel Moscardó. En ese momento intervino Franco en el mando de las operaciones y decidió desviarse a Toledo, para gran indignación de algunos de los altos mandos sublevados. Yagüe y otros oficiales mantuvieron una postura totalmente opuesta y le advirtieron sobre el error que suponía este cambio.

«...Discutieron por las operaciones. Por ejemplo, Yagüe decía que había que pasar del Alcázar de Toledo y entrar en Madrid. Que en la capital había que entrar por lo que es hoy plaza de Castilla y no por la universitaria y predijo que le atacarían en el Ebro, como sucedió, algo que no creía Franco. De hecho, fue él quien resistió el ataque hasta que recibió los refuerzos...»
Yagüe, el general falangista de Franco.

Yagüe fue sustituido por el general Varela, que sería quien continuase el avance hacia Madrid.

### Posición política
En abril de 1937 Franco publicó el Decreto de Unificación, por el cual ordenaba la unificación de la Falange con la Comunión Tradicionalista carlista en un único partido político, la Falange Española Tradicionalista y de las Juntas de Ofensiva Nacional-Sindicalista (FET y de las JONS). A esta decisión se opuso un sector de Falange liderado por Manuel Hedilla, sustituto temporal de Primo de Rivera. En medio del conflicto Yagüe llegó a mandar un telegrama a Hedilla en el que le decía: "Hoy más que nunca estoy a sus órdenes". Aunque el telegrama fue interceptado por sus oficiales superiores, Franco ignoró este incidente y no tomó ninguna acción. De hecho, en diciembre de 1937 Franco lo nombró miembro del Consejo Nacional de FET y de las JONS, que se reunió en el burgalés Monasterio de las Huelgas.
En abril de 1937, durante un discurso en Burgos, Yagüe intercedió a favor de Hedilla y sus seguidores detenidos, por lo que le fue impuesta una nueva sanción disciplinaria. En ese mismo discurso comentó:

"Para darle a la unificación calor humano, para que ésta sea sentida y bendecida en todos los lugares, hay que perdonar. Perdonar, sobre todo. En las cárceles hay, camaradas, miles y miles de hombres que sufren prisión. Y, ¿por qué? Por haber pertenecido a algún partido o a algún sindicato. Entre esos hombres hay muchos honrados y trabajadores, a los que con muy poco esfuerzo, con un poco de cariño, se les incorporaría al Movimiento. Hay que ser generosos, camaradas. Hay que tener el alma grande y saber perdonar. Nosotros somos fuertes y nos podemos permitir ese lujo. Yo pido a las autoridades que revisen expedientes y revisen penas. Que lean antecedentes y que vayan poniendo en libertad a esos hombres para que devuelvan a sus hogares el bienestar y la tranquilidad, para que podamos empezar a desterrar el odio, para que cuando venimos a predicar estas cosas grandes de nuestro credo no veamos ante el público sonrisas de escepticismo y acaso miradas de odio, porque tened en cuenta que en el hogar donde hay un preso sin que haya habido delito tiene que anidar el odio".

Durante el mismo discurso también llegó a elogiar la capacidad de combate de los republicanos y, en cambio, calificó a los aliados alemanes e italianos de «criminales de presa». Las palabras no gustaron ni a Franco ni a otros oficiales "nacionales" y, a consecuencia de las mismas, le sería retirado el mando de forma temporal. Según Hugh Thomas, por estas fechas el político socialista Indalecio Prieto intentó, sin éxito, entrar en contacto con Yagüe con el objetivo de alcanzar un compromiso de paz entre ambos bandos.
En plena guerra civil española se celebró el 1 de octubre de 1937 el «Día del Caudillo», primer aniversario de la exaltación de Franco a la Jefatura del Estado. Ese día el coronel Juan Yagüe, vestido con la camisa azul falangista, pronunció un discurso en San Leonardo aclamado por sus paisanos en el que tras afirmar que había que «exterminar» a todos los dirigentes obreros dijo lo siguiente:

Y al que resista, ya sabéis lo que tenéis que hacer: a la cárcel o al paredón, lo mismo da. Nosotros nos hemos propuesto redimiros y os redimiremos, queráis o no queráis. Necesitaros, no os necesitamos para nada; elecciones, no volverá a haber jamás, ¿para qué queremos vuestros votos? Primero vamos a redimir los del otro lado; vamos a imponerles nuestra civilización, ya que no quieren por las buenas, por las malas, venciéndoles de la misma manera que vencimos a los moros, cuando se resistían a aceptar nuestras carreteras, nuestros médicos y nuestras vacunas, nuestra civilización, en una palabra.

### Nuevamente al mando
En noviembre de 1937 fue puesto al mando del nuevo Cuerpo de Ejército Marroquí.

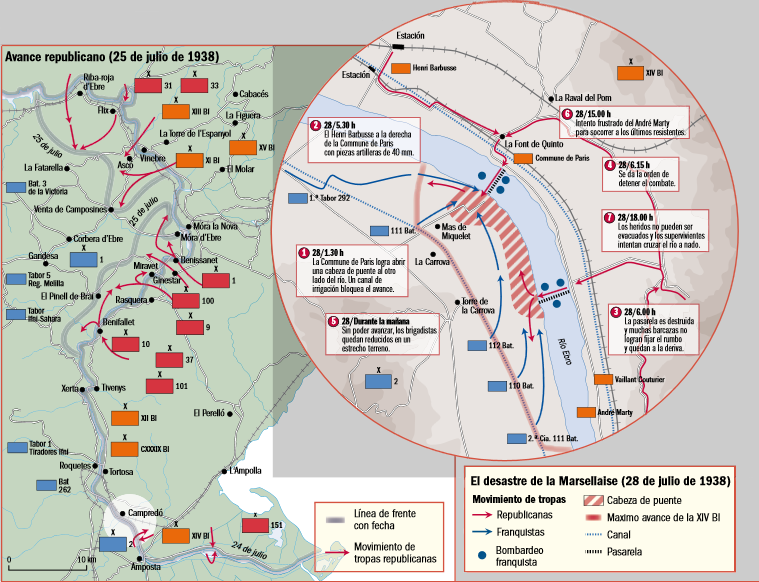
Mapa de la ofensiva republicana en el Ebro (25 de julio de 1938).

En el mes de diciembre las fuerzas republicanas atacaron inesperadamente y conquistaron la ciudad de Teruel. Las fuerzas marroquíes de Yagüe fueron rápidamente enviadas a la zona para frenar la ofensiva republicana; aunque no lograron evitar la caída de la ciudad, a comienzos de 1938. El Cuerpo de Ejército Marroquí sí logró infligir una importante derrota al Ejército Popular en la batalla del Alfambra, lo cual debilitó las defensas republicanas. La lucha continuó hasta que, en febrero de 1938, los franquistas volvían a hacerse con el control de la capital turolense.
Unas semanas después, el 7 de marzo de 1938 las fuerzas franquistas comenzaban una nueva ofensiva en el Frente de Aragón, rompiendo la línea de frente en varios puntos a lo largo de varios cientos de kilómetros. El Cuerpo de Ejército Marroquí lanzó su ofensiva en la zona situada al sur del río Ebro, barriendo toda resistencia del Ejército republicano. La retirada republicana pronto se convirtió en una desbandada. Los rápidos avances sublevados se vieron apoyados desde el aire por la Legión Cóndor. El 16 de marzo las divisiones de Yagüe habían cercado la población de Caspe y al día siguiente lograron conquistarla tras una dura batalla contra las Brigadas internacionales. En poco más de una semana el Cuerpo de Ejército Marroquí había avanzado ciento diez kilómetros. Tras un corto descanso para reorganizar sus fuerzas, Yagüe reanudó el avance y el 25 de marzo entraron en Cataluña. Entonces el avance de los marroquíes de Yagüe se dirigió hacia la ciudad de Lérida. Pero esta vez se toparon con la encarnizada resistencia de la 46.ª División republicana de "El Campesino", alargándose los combates durante una semana antes de haber conquistado todo el casco urbano. El 15 de abril la zona republicana quedó partida en dos con la conquista «nacional» de Vinaroz y la llegada al mar. Tras los combates de Aragón, el mal estado en que se encontraban las unidades republicanas habría permitido que los Ejércitos franquistas pudieran conquistar Cataluña sin demasiado esfuerzo. Pero Franco decidió detenerse a lo largo de los ríos Segre y Ebro, y continuar el avance hacia Valencia a través del Maestrazgo, en contra de los consejos de sus generales. Yagüe censuró en privado esta decisión, lo que le valió una temporal suspensión del mando.
El Cuerpo de Ejército Marroquí se situó a lo largo de la margen sur río Ebro, guarneciendo su orilla. Durante varios meses la situación permaneció tranquila; pero a las doce y cuarto de la noche del 25 de julio los republicanos comenzaron a cruzar el río en gran número, atacando un frente que iba desde Mequinenza a Amposta. El ataque pilló por sorpresa a buena parte de los defensores, lo que permitió a las fuerzas republicanas efectuar una gran penetración. Yagüe fue informado hacia las dos y media, cuando todos sus puestos defensivos se hallaban bajo el ataque enemigo. Tras el shock inicial las unidades del Cuerpo de Ejército Marroquí comenzaron a fortificarse y a organizar la defensa en torno a dos puntos fortificados: Gandesa y la Villalba de los Arcos. Las dotes de Yagüe como organizador se hicieron patentes entonces. Mientras, Franco comenzó a enviar refuerzos que afluían hacia el frente del Ebro. Las fuerzas de Yagüe logran contener la acometida republicana; pero durante semanas no son capaces de expulsar a las unidades del Ejército del Ebro y apenas avanzan unos pocos kilómetros al precio de un gran número de bajas. Entre agosto y octubre se lanzaron varias contraofensivas generales contra las posiciones republicanas, consiguiendo pocos avances. Sin embargo, a comienzos de noviembre la defensa republicana comenzó a derrumbarse y Yagüe lanzó a sus fuerzas al asalto. El 3 de noviembre los marroquíes alcanzan el río Ebro y precipitan la retirada de los republicanos. Para el 16 de noviembre los últimos efectivos del Ejército Popular cruzan el río, poniendo fin a la batalla del Ebro.
Después del comienzo de la ofensiva de Cataluña, el 3 de enero de 1939 el Cuerpo de Ejército Marroquí cruzó el río Ebro y comenzó a avanzar hacia Tarragona, que cayó el 14 de enero. Yagüe continuó avanzando por la costa y la mañana del 26 de enero entraba en Barcelona, sin haber encontrado apenas resistencia en su avance. A partir del mediodía comenzó la ocupación del centro urbano, encontrando un caluroso recibimiento por parte de los simpatizantes franquistas en Barcelona.

## Dictadura franquista

### Ministro del Aire

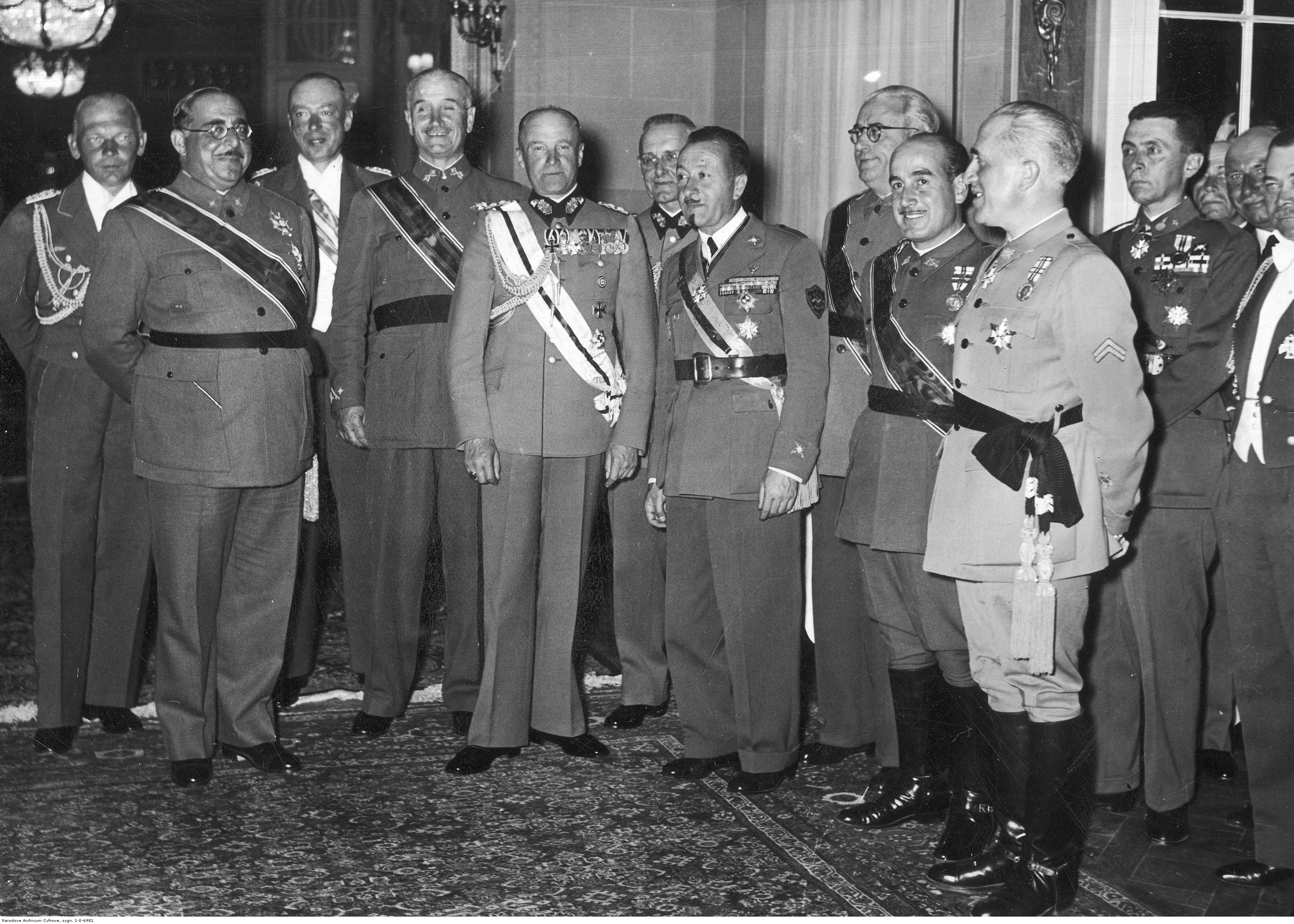
Juan Yagüe junto a otros militares españoles en Berlín (1939).

Tras el final de la guerra es ascendido a general de división, y realizó en mayo de 1939 un viaje a la Alemania nazi acompañando a la Legión Cóndor en su regreso. Durante el tiempo que estuvo en Alemania, Yagüe estudió las instituciones y organizaciones nazis, viéndose atraído por ellas. Estando allí se vio profundamente atraído por la política social nazi, el Ejército y muy especialmente por la Luftwaffe. Esto le llevó a mantener contacto con el mariscal Hermann Wilhelm Göring, que a su vez era comandante de la Luftwaffe. Yagüe se convirtió en un activo germanófilo. El 9 de agosto Franco le nombró ministro del Aire.
Desde su puesto como ministro, Yagüe intentó crear un nuevo Ejército del Aire contando con la ayuda de la Alemania nazi e Italia, y con la clara intención de que participase en la futura guerra mundial en favor del Eje. Yagüe ya había enviado varios oficiales a los centros de entrenamiento de Alemania e Italia, y su plan contemplaba la adquisición de 5000 aparatos para el Ejército del Aire, siguiendo el modelo de la Luftwaffe alemana. La Fuerza Aérea española de entonces disponía de 14 regimientos y tres grupos aéreos, compuestos a su vez por 172 cazas y 164 bombardeos de distinto tipo, junto a 82 aviones de cooperación y otros 75 aparatos capturados a los republicanos. Los informes emitidos por el Estado Mayor, sin embargo, dejaban en evidencia el mal estado en que se encontraban los aviones, la falta de repuestos y de combustible. Finalmente el intento no tuvo éxito dada la pésima situación en que se encontraba el país y la imposibilidad de llevar a cabo semejante proyecto en tales condiciones. Como ministro, también auspició el nombramiento del teniente coronel Luis Navarro Garnica como presidente del Atlético de Aviación.
El 27 de junio de 1940 es destituido de su cargo por Franco y confinado en su pueblo natal, San Leonardo, en Soria. El pretexto oficial fue el haber dicho al embajador de Estados Unidos que el Reino Unido estaba derrotado y que lo tenía merecido. La realidad fue que Yagüe se había vuelto más explícito en sus críticas a Franco y oponiéndose a la política revanchista de Franco, estaba rehabilitando a oficiales de aviación republicanos, e incluso se había implicado en una trama para derrocar a Franco, que fue descubierta por el servicio secreto. Fue sustituido en su cargo ministerial por el general Juan Vigón.
En 1941, Yagüe comenzó dirigiendo la Colonia Penitenciaria de San Leonardo, un complejo concentracionario de prisioneros creado con el fin de reconstruir su pueblo natal y mejorar sus infraestructuras. Sin embargo, debido a su incompetencia organizativa, la Dirección General de Seguridad terminó poniendo al frente a un oficial de prisiones para solventar los problemas existentes. Este funcionario, tras visitar la localidad, envió un informe a sus superiores en el que denunciaba que el general había hablado «en tono de censura» de Franco y de Serrano Suñer, y terminaba con esta valoración sobre Yagüe: «Da la impresión de estar perturbado».

### Nuevos mandos

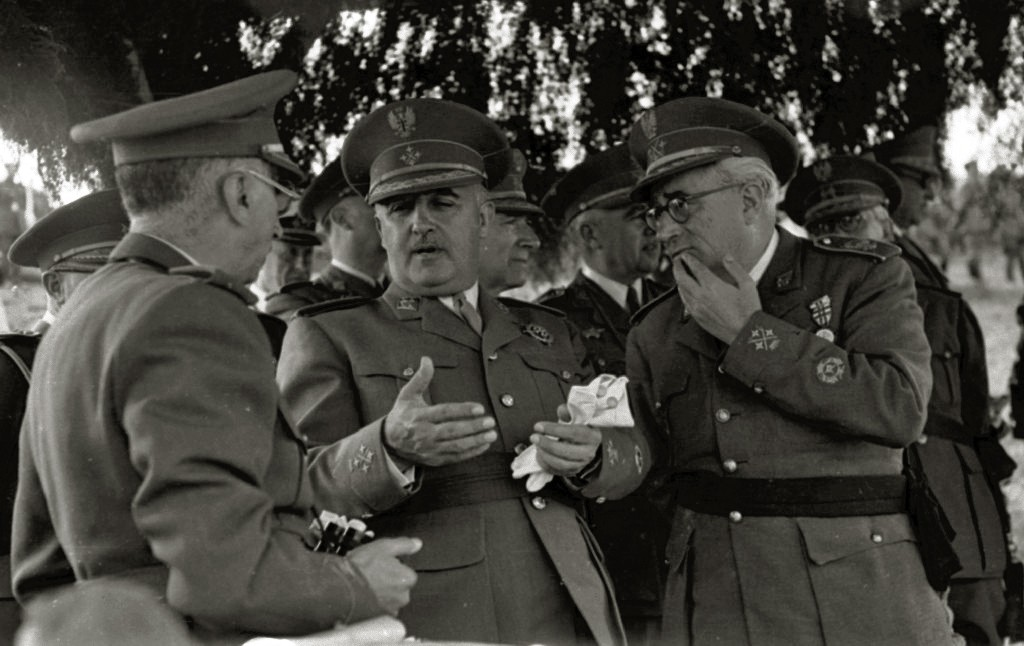
Yagüe (derecha) junto a Franco en unas maniobras militares (1946).

Dos años más tarde el 12 de noviembre de 1942 es rehabilitado por Francisco Franco, que lo nombra comandante militar de Melilla y delegado del Gobierno en aquella plaza. Este nombramiento se produjo unos días después de que los Aliados hubieran desembarcado en las colonias francesas del Norte de África. Yagüe es ascendido a teniente general en julio de 1943 y el 10 de octubre se hace cargo de la capitanía general de la VI Región Militar, con sede en Burgos, y de la jefatura del Cuerpo de Ejército de Navarra. Como Capitán general de Burgos desarrolló una importante labor social en la ciudad, con la construcción de la Ciudad deportiva cívico-militar, la barriada de viviendas "Juan Yagüe" y también de la denominada "Residencia Sanitaria General Yagüe". El hospital fue finalmente inaugurado en 1960 y permaneció activo hasta 2012, cuando fue sustituido por el nuevo Hospital Universitario de Burgos.
A pesar de su nuevo nombramiento, se mantuvo activo en varias conspiraciones contra Franco. Durante esta etapa mantuvo una correspondencia secreta con Juan de Borbón, en la que Yagüe manifestó su malestar con Franco y apostaba por una restauración monárquica, por el camino de sustituir a Franco por un Consejo Real presidido por Agustín Muñoz Grandes:

La primera fase de este plan puede ser: conseguir una buena base de partida; elegir el hombre inteligente y prestigioso que organice el movimiento y la propaganda, y vaya proporcionando a V.M. hombres para constituir un Consejo Real, en el que estén representados todos los sectores que deban tenerse en cuenta; y tomar contacto con Hitler.

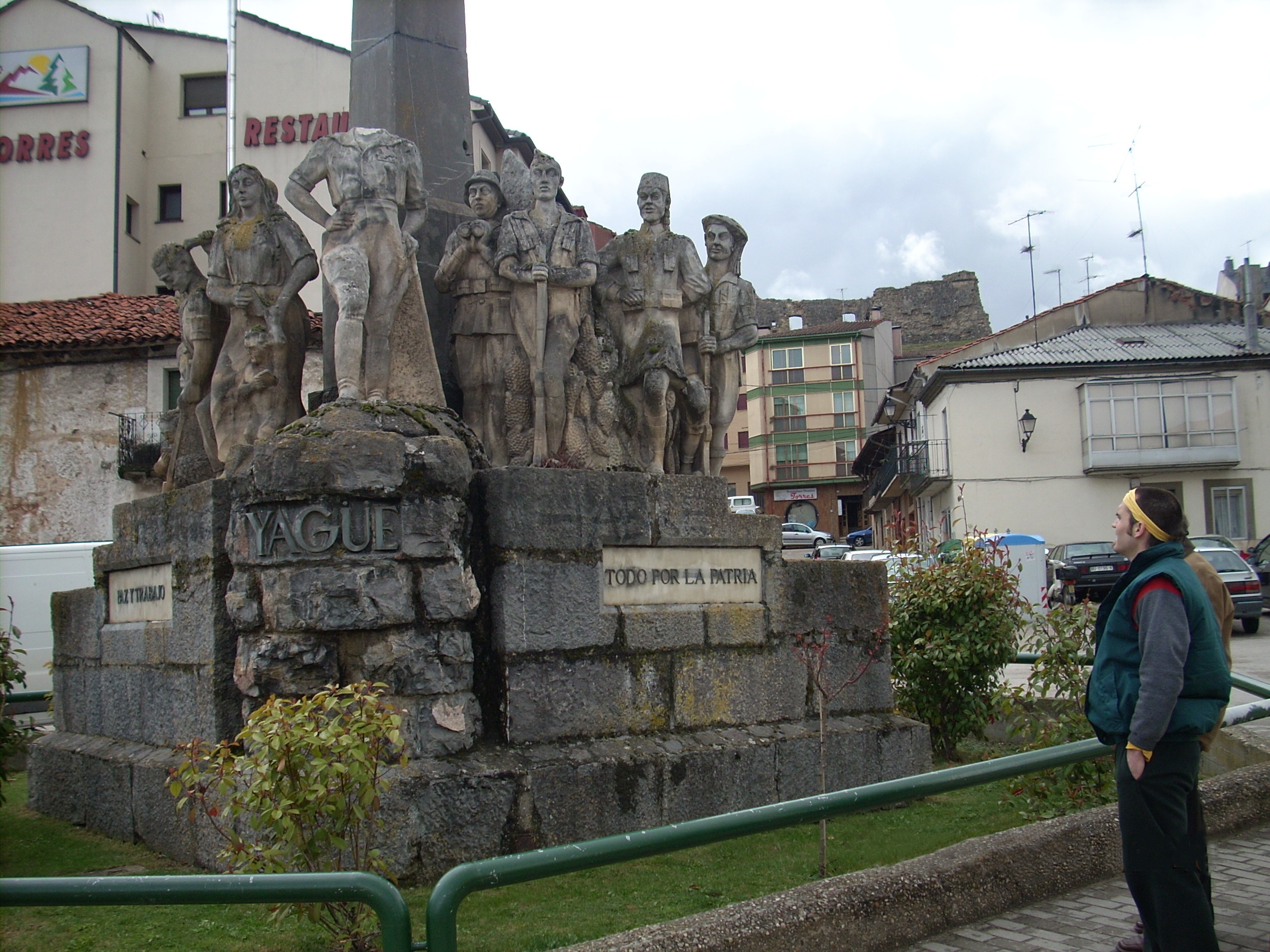
Monumento a Juan Yagüe en San Leonardo que, sin embargo, fue demolido en mayo de 2009 de acuerdo con la Ley de Memoria Histórica.

Sin embargo, la suerte de la Alemania nazi cambió tras su catastrófica derrota en la Batalla de Stalingrado y Hitler empezó a perder la guerra. En octubre de 1944, como capitán general de la VI Región Militar tuvo un papel relevante en el rechazo de la invasión del Valle de Arán por republicanos españoles que habían combatido en la Resistencia francesa durante la Segunda Guerra Mundial.
Juan Yagüe Blanco falleció en Burgos en 1952 a consecuencia de un cáncer de pulmón. Fue ascendido de forma póstuma a capitán general del Ejército, de la misma forma que había ocurrido con el general Varela, fallecido el año anterior. En 1953 se le concedió el marquesado de San Leonardo de Yagüe a título póstumo.

## Imputado por crímenes contra la humanidad y detención ilegal
Fue uno de los treinta y cinco altos cargos del franquismo imputado por la Audiencia Nacional en el sumario instruido por Baltasar Garzón, por los delitos de detención ilegal y crímenes contra la humanidad cometidos durante la guerra civil española y en los primeros años del régimen, y que no fueron procesados al comprobarse su fallecimiento.

## Vida privada
El 8 de mayo de 1926 contrajo matrimonio con María Eugenia Martínez del Campo, con la que tuvo seis hijos. Su esposa era hija de Eduardo Martínez del Campo y Acosta, abogado y político, que llegó a ser ministro de Gracia y Justicia y presidente del Tribunal Supremo.

## Condecoraciones
- Cruz del Mérito Militar (distintivo rojo) 6 veces (1915, 1920, 1921, 1922, 1925, 1927)[66]
- Medalla de Sufrimientos por la Patria (1923)
- Gran Cruz, Placa y Cruz de la Real y Militar Orden de San Hermenegildo (1942, 1935, 1929)
- Cruz de 2.ª Clase del Mérito Militar (distintivo blanco) (1931)
- Medalla Militar Individual (1936)
- Gran Cruz de la Orden del Mérito Militar (distintivo blanco) (1943)[67]
- Gran Cruz del Mérito Aeronáutico (distintivo blanco) (1947)[68]
- Gran Cruz del Mérito Naval (distintivo blanco) (1949)[69]
- Gran Cruz de la Orden Imperial del Yugo y las Flechas (1950)[70]
- Palma de Plata de la Falange (a título póstumo)[71]
- Medalla de Oro al Mérito en el Trabajo (distinción retirada póstumamente)[72]

## Reconocimientos
- Hijo Adoptivo de Ceuta (8 de diciembre de 1936)[73]
- Hijo Adoptivo de Villanueva del Fresno (22 de agosto de 1937)[74]
- Hijo Adoptivo Predilecto de Soria (30 de enero de 1939)[75]

### Pie de página
1. ↑  https://www.eldiario.es/extremadura/sociedad/yague-carnicero-badajoz-recuperado-oviedo_1_1140905.html
2. ↑  Real Academia de la Historia «Juan Yagüe Blanco. Archivado el 13 de octubre de 2019 en Wayback Machine.» Consultado el 27 de marzo de 2020
3. ↑  ABC Madrid, 22 de octubre de 1952
4. 1 2  Thomas, 1976, p. 117.
5. ↑  Spartacus Schoolnet: Biography Juan Yagüe
6. 1 2  El Plural:La Iglesia, sectores del PP y un ex militar golpista, unidos en el homenaje a “El Carnicero de Badajoz” Archivado el 4 de julio de 2009 en Wayback Machine.
7. ↑  «La Deportiva se queda sin su general» (Diario de Burgos)
8. 1 2 3  Bowen, 2000, p. 61.
9. ↑  Suero Roca, 1975, p. 102.
10. ↑  «Ascendientes del General Juan Yagüe Blanco (euskalnet)». Archivado desde el original el 27 de septiembre de 2019. Consultado el 6 de octubre de 2018.
11. ↑  «Toledo y la Academia de Infantería «vinculados» en la nueva exposición del Museo del Ejército». abc. 19 de septiembre de 2018. Consultado el 23 de mayo de 2020.
12. ↑  Suero Roca, 1975, p. 103.
13. ↑  Suero Roca, 1981, p. 149.
14. 1 2 3  Thomas, 1976, p. 230.
15. ↑  Preston, 1994, p. 134.
16. ↑  Thomas, 1976, p. 166.
17. ↑  Garriga, 1985, p. 61.
18. ↑  Thomas, 1976, p. 241.
19. ↑  Thomas, 1976, p. 242.
20. ↑  Thomas, 1976, p. 249.
21. ↑  Thomas, 1976, p. 403.
22. 1 2  Thomas, 1976, p. 404.
23. ↑  Preston, 2008, p. 61.
24. ↑  Preston, 1994, p. 197.
25. ↑  Casanova, 2008, p. 217.
26. 1 2  Thomas, 1976, p. 407.
27. ↑  Preston, 2008, p. 62.
28. ↑  Preston, 2008, p. 63.
29. ↑  Thomas, 1976, p. 445.
30. ↑  Bowen, 2000, p. 39.
31. ↑  Thomas, 1976, p. 808.
32. 1 2  Thomas, 1976, pp. 879-880.
33. ↑  Thomas, 1976, p. 879.
34. ↑  Preston, Paul (2011). El holocausto español. Odio y exterminio en la Guerra Civil y después [The Spanish Holocaust]. Barcelona: Debate. p. 586. ISBN 978-84-8306-852-6.
35. ↑  Thomas, 1976, p. 852.
36. ↑  Thomas, 1976, p. 858.
37. ↑  Thomas, 1976, p. 860.
38. ↑  Thomas, 2001, pp. 778–779.
39. ↑  Thomas, 1976, p. 862.
40. ↑  Thomas, 1976, p. 901.
41. ↑  Thomas, 1976, p. 904.
42. ↑  Thomas, 1976, p. 906.
43. ↑  Thomas, 1976, p. 919.
44. ↑  Thomas, 1976, pp. 936-937.
45. ↑  Thomas, 1976, p. 937.
46. ↑  Bowen, 2009, p. 265.
47. ↑  Garriga, 1985, pp. 170-171.
48. ↑  Suero Roc, 1975, p. 109.
49. ↑  Preston, 2008, p. 129.
50. ↑  Bowen, 2000, p. 70.
51. ↑  Aguilar Olivencia, 1999, p. 72.
52. ↑  Aguilar Olivencia, 1999, p. 73.
53. ↑  Preston, 2008, p. 132.
54. ↑  Preston, 1994, p. 404.
55. ↑  Lewis, 2002, p. 86.
56. ↑  Hernández de Miguel, Carlos (2019). Los campos de concentración de Franco. Penguin Random House. p. 448. ISBN 978-84-666-6478-3.
57. 1 2 3  Suero Roca, 1975, p. 110.
58. ↑  Preston, 2008, pp. 127-155.
59. ↑  Las cartas secretas para echar a Franco
60. 1 2  «Juan Yagüe Blanco (Real Academia de la Historia)».
61. ↑  Guaita Martorell, 1986, p. 44.
62. ↑  Suero Roca, 1975, p. 111.
63. ↑  Texto del auto de 16 de octubre de 2008
64. ↑  Documento: Auto del juez Garzón en que se inhibe de investigar la causa del franquismo.
65. ↑  El País: Garzón reparte la causa del franquismo.
66. ↑  «Condecoraciones (fundación Yagüe)». Archivado desde el original el 14 de julio de 2019. Consultado el 4 de octubre de 2018.
67. ↑  Ministerio del Ejército: «Decretos por los que se concede la Gran Cruz de la Orden del Mérito Militar, con distintivo blanco, a los Generales de División don Juan Yagüe Blanco y don Miguel Abriat Cantó». Boletín Oficial del Estado núm. 8, de 8 de enero de 1943: 264. ISSN 0212-033X.
68. ↑  Ministerio del Aire: «DECRETO de 28 de marzo de 1947 por el que se concede la Gran Cruz del Mérito Aeronáutico con distintivo blanco, al excelentísimo señor Teniente General don Juan Yagüe Blanco». Boletín Oficial del Estado núm. 107, de 17 de abril de 1947: 2256. ISSN 0212-033X.
69. ↑  Ministerio de Marina: «DECRETO de 5 de enero de 1949 por el que se concede la Gran Cruz del Mérito Naval, con distintivo banco, al Teniente General don Juan Yagüe Blanco, Capitán General de la Sexta Región Militar». Boletín Oficial del Estado núm. 9, de 9 de enero de 1949: 123. ISSN 0212-033X.
70. ↑  Jefatura del Estado: «Decreto de 17 de julio de 1950 por el que se concede la Gran Cruz de la Orden Imperial del Yugo y las Flechas a don Juan Yagüe Blanco». Boletín Oficial del Estado núm. 199, de 18 de julio de 1950: 3128. ISSN 0212-033X.
71. ↑  Secretaría General del Movimiento: «Decreto de 8 de noviembre de 1952 por el que se concede la Palma de Plata al camarada Juan Yague Blanco, Capitán General del Ejército y Marqués de San Leónardo de Yaguz». Boletín Oficial del Estado núm. 350, de 15 de diciembre de 1952: 6120. ISSN 0212-033X.
72. ↑  Olías, Laura (27 de octubre de 2022). «Yolanda Díaz retira la Medalla al Mérito en el Trabajo a Franco y otros represores de la dictadura». elDiario.es. Consultado el 27 de octubre de 2022.
73. ↑  «Condecoraciones del General Yagüe (Fundación Yagüe)». Archivado desde el original el 14 de julio de 2019. Consultado el 4 de octubre de 2018.
74. ↑  «Queipo de Llano y Yagüe dejarán de ser hijos adoptivos de Villanueva del Fresno».
75. ↑  «De la adopción al olvido (HistSoria Archivada)».